# Basildon
För andra betydelser, se Basildon (olika betydelser).
Basildon (engelskt uttal: [ˈbæzɪldən] lyssna (fil)) är en stad i grevskapet Essex i England. Staden är huvudort i distriktet med samma namn och ligger cirka 42 kilometer öster om centrala London. Tätortsdelen (built-up area sub division) Basildon hade 107 123 invånare vid folkräkningen år 2011. Basildon nämndes i Domedagsboken (Domesday Book) år 1086, och kallades då Be(r)lesduna.
Staden är kanske mest känd som hemstad för medlemmarna i musikgrupperna Depeche Mode och Yazoo.